# 1924年シャモニー・モンブランオリンピックのスキージャンプ競技
1924年シャモニー・モンブランオリンピックのスキージャンプ競技（1924ねんシャモニー・モンブランオリンピックのスキージャンプきょうぎ）の結果
本大会の銅メダリストは50年後まで報われなかったことで知られている。
当時3位として銅メダルを獲得したのはトルライフ・ハウグであったが、1974年になって計算ミスが発見され、アメリカのアンダース・ハウゲンに銅メダルが与えられた。
優勝したタムスは1936年ベルリンオリンピックではセーリング種目ノルウェーチームの一員として銀メダルを獲得、夏冬両方のオリンピックでメダリストとなった。

## 競技結果
| 順位 | 国・地域       | 選手                           | 1本目  | 2本目  | 得点  |
| 順位 | 国・地域       | 選手                           | 飛距離 | 飛距離 | 得点  |
| ---- | -------------- | ------------------------------ | ------ | ------ | ----- |
| 1    | ノルウェー     | ヤコブ・チューリン・タムス     | 49.0m  | 49.0m  | 18.96 |
| 2    | ノルウェー     | ナルヴェ・ボンナ               | 47.5m  | 49.0m  | 18.68 |
| 3    | アメリカ合衆国 | アンダース・ハウゲン           | 49.0m  | 50.0m  | 17.91 |
| 4    | ノルウェー     | トルライフ・ハウグ             | 44.0m  | 44.5m  | 17.82 |
| 5    | ノルウェー     | アイナル・ランヴィーク         | 42.0m  | 44.5m  | 17.68 |
| 6    | スウェーデン   | アクセル・ニルソン             | 42.5m  | 41.0m  | 17.14 |
| 7    | スウェーデン   | メノッティ・ヤコブソン         | 43.0m  | 42.0m  | 17.08 |
| 8    | スウェーデン   | アレクサンダー・ギラルトビリー | 40.5m  | 41.5m  | 16.79 |

## 各国メダル数
| 順 | 国・地域       | 金 | 銀 | 銅 | 計 |
| -- | -------------- | -- | -- | -- | -- |
| 1  | ノルウェー     | 1  | 1  | 0  | 2  |
| 2  | アメリカ合衆国 | 0  | 0  | 1  | 1  |